# Capitol Theatre (New York)
Pour les articles homonymes, voir Paramount Theatre.
Le Capitol Theatre était une salle de cinéma située au 1645 Broadway, juste au nord de Times Square, à New York, en face du Winter Garden Theatre. Conçu par l'architecte de théâtre Thomas W. Lamb, le cinéma avait à l'origine une capacité de 5 230 places et a ouvert ses portes le 24 octobre 1919. Après 1924, élément phare de la chaîne Loews Theatres, le Capitol était le lieu des premières de nombreux films de la Metro-Goldwyn-Mayer (MGM). On y présentait aussi des revues musicales en direct et de nombreux groupes de jazz et de swing sur sa scène.

## Histoire
Le Capitol était l'une des premières vastes et somptueuses salles de cinéma qui ont dominé le secteur de l'exploitation cinématographique pendant les 40 années suivantes. Il fut construit par Messmore Kendall, par l'intermédiaire de sa société immobilière, la Moredall Realty Company.
Il ouvre le 24 octobre 1919 avec la première production de United Artists, His Majesty, the American. Le théâtre est acquis en 1924 par le magnat du divertissement Marcus Loew et devient le fleuron de sa chaîne de luxe Loew's Theatres.
Le Capitol est le site privilégié par le studio Metro-Goldwyn-Mayer, propriété de Loew's. Le Magicien d'Oz (1939) y passe pour la première fois.
Après avoir été converti au Cinerama en 1962, la dernière projection est 2001 : L'Odyssée de l'espace de la MGM, le 3 avril 1968. Le Capitol ferme ses portes le 16 septembre 1968 après un concert caritatif avec Bob Hope et Johnny Carson. Le cinéma est détruit et remplacé par la tour de bureaux Uris Building (aujourd'hui Paramount Plaza).

## Radio
Diffusé pour la première fois en novembre 1922, The Capitol Theatre Family Show était un programme de 45 à 60 minutes, finalement diffusé le lundi sur le NBC Blue Network du 7 mars 1927 au 27 juillet 1931.
Leo Zeitlin (1884-1930) était un violoniste, altiste, chef d'orchestre et imprésario qui était actif au sein de la Société de musique folklorique juive de Saint-Pétersbourg. En 1923, il émigre à New York, où il devient altiste et arrangeur au Capitol Theatre. En 1925, il commence à arranger des pièces d'orchestre et de petits ensembles pour l'émission de radio du Capitol sur WEAF, qui devient la station phare du réseau radio NBC en 1926.
À partir de 1926, la série de concerts classiques légers intitulée Capitol Theatre est diffusée par le NBC Red Network le dimanche soir de 19h20 à 21h15. Cette série se poursuivit jusqu'en 1929, peu de temps avant la mort de Zeitlin.

## Galerie

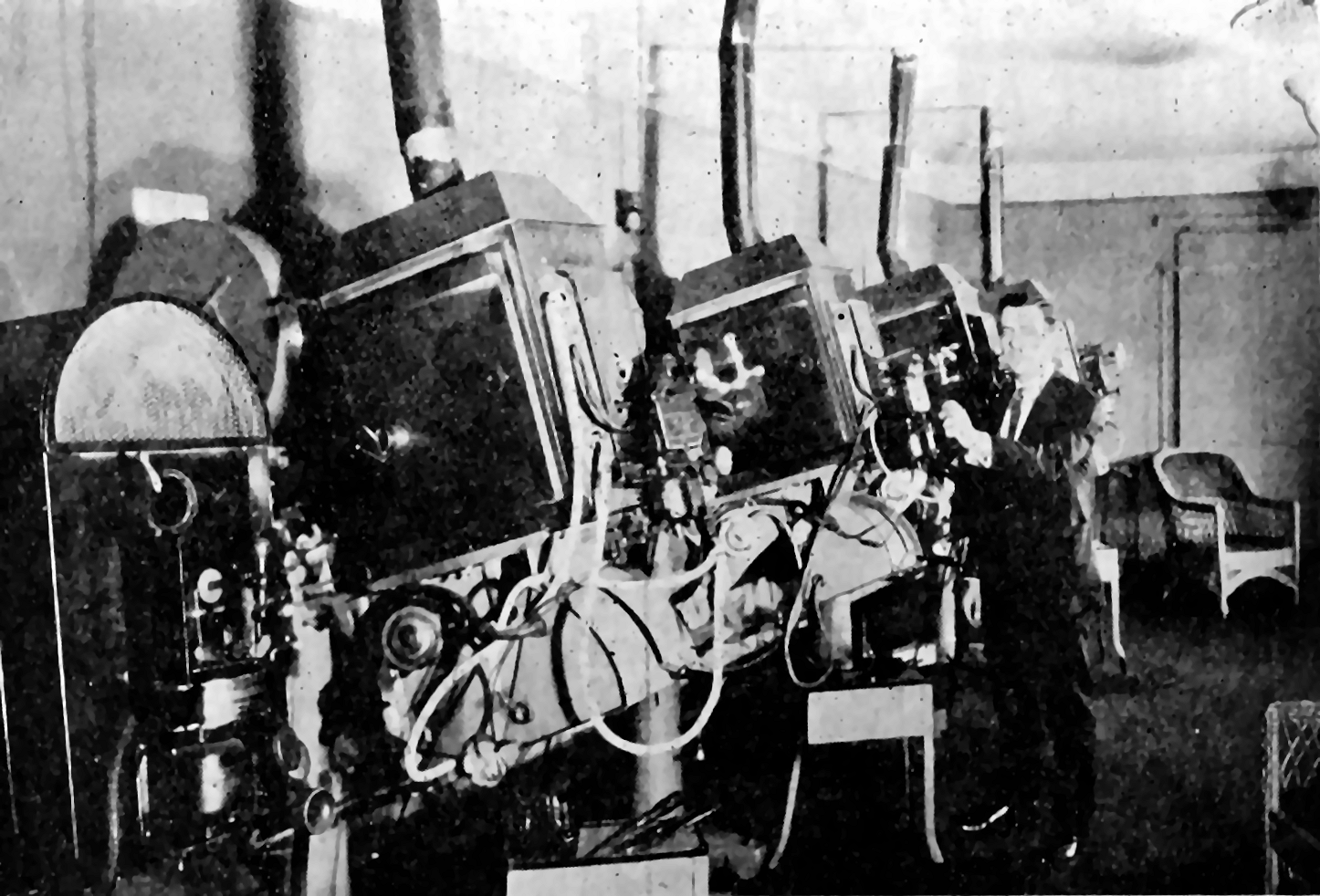
Salle de projection, 1927.
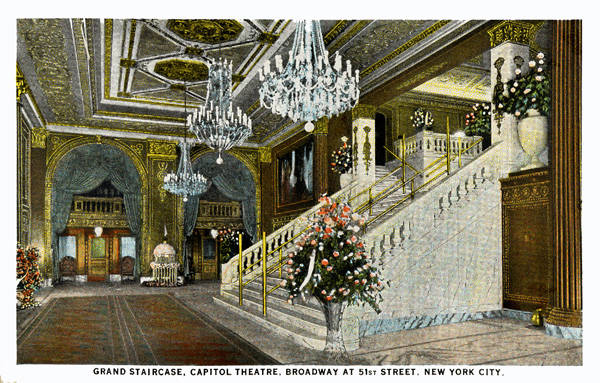
Grand escalier, 1924
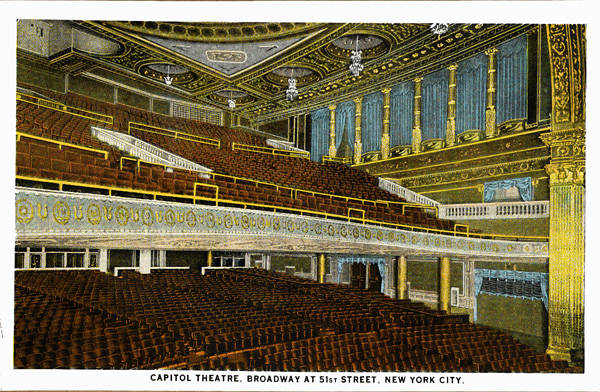
Grande salle, 1924.
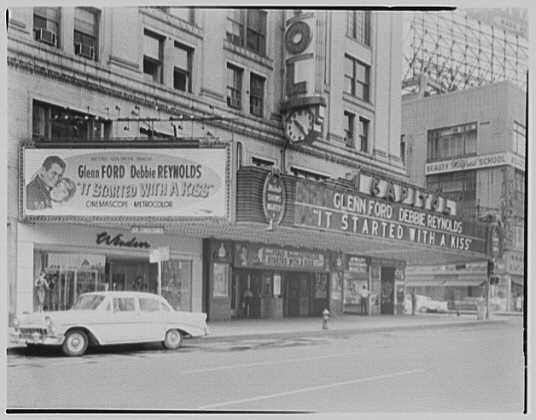
Façade, 1959 ; à l'affiche : Tout commença par un baiser avec Glenn Ford et Debbie Reynolds.
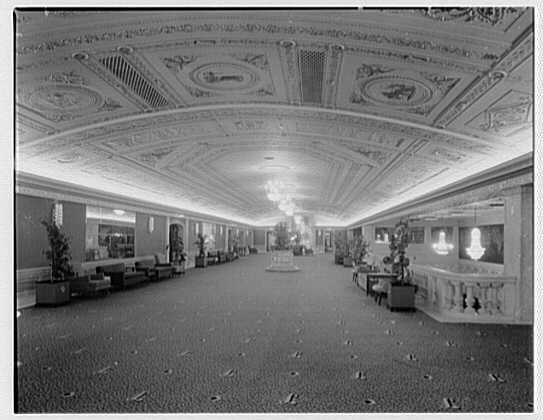
Allée, 1960.
Escalier roulant, 1960.
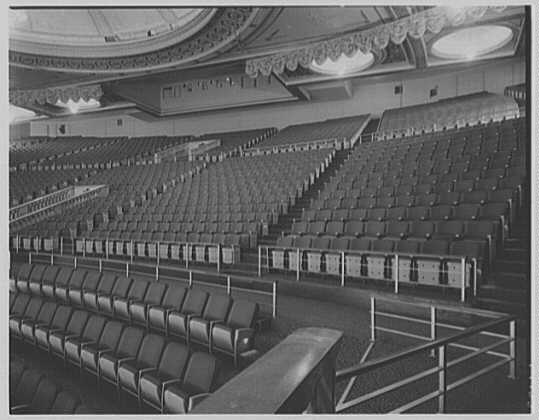
Grande salle, 1960.
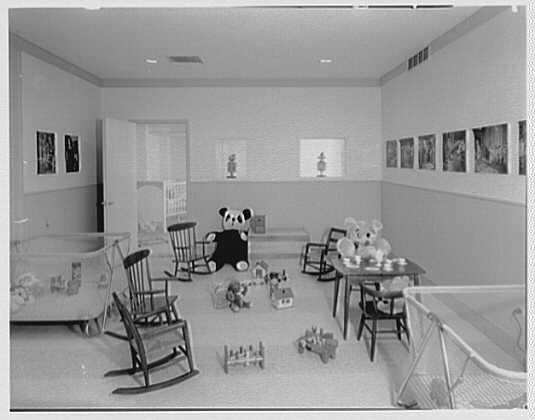
Pouponnière, 1962.
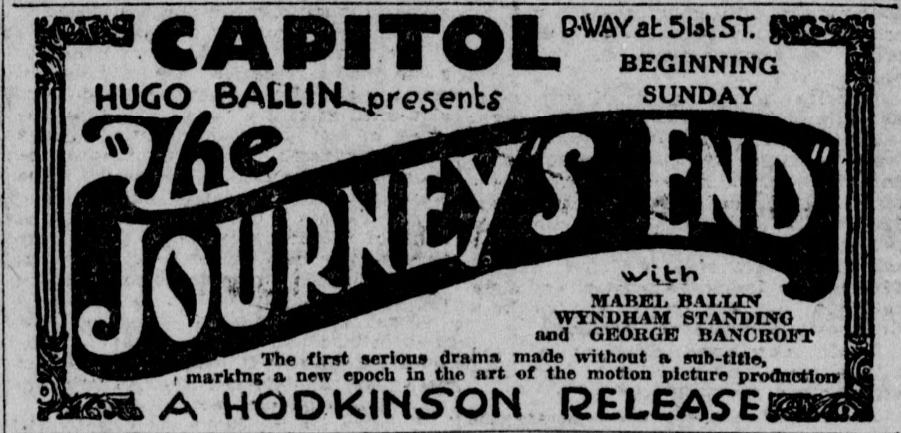
Publicité pour le film muet The Journey's End (en) d'Hugo Ballin, New York Herald, 15 juillet 1921.